# Кісак-Каїнська сільська рада
Кіса́к-Каї́нська сільська рада (рос. Кисак-Каинский сельский совет) — муніципальне утворення у складі Янаульського району Башкортостану, Росія. Адміністративний центр — село Кісак-Каїн.

## Населення
Населення — 1308 осіб (2019, 1383 в 2010, 1588 в 2002).

## Склад
До складу поселення входять такі населені пункти:
| Населений пункт   | Населення, осіб (2002) | Населення, осіб (2010) |
| ----------------- | ---------------------- | ---------------------- |
| Бадряш, присілок  | 66                     | 50                     |
| Кісак-Каїн, село  | 552                    | 519                    |
| Прогрес, село     | 736                    | 596                    |
| Тартар, присілок  | 136                    | 117                    |
| Янбаріс, присілок | 98                     | 101                    |